# Longitarsus rufescens
Longitarsus rufescens är en skalbaggsart som beskrevs av Horn 1889. Longitarsus rufescens ingår i släktet Longitarsus och familjen bladbaggar. Inga underarter finns listade i Catalogue of Life.